# Métréleptine
La métréleptine zst un médicament utilisé pour traiter la lipodystrophie.

## Usage médical
Il s'agit d'une forme de la leptine synthétique.
Il est administré par injection sous-cutanée en complément d'un régime alimentaire.

## Effets secondaires
Les effets secondaires de ce médicament comprennent une hypoglycémie ou une perte de poids . D’autres effets secondaires peuvent inclure des maux de tête, des douleurs abdominales, de la fatigue ou de la fièvre. Les effets secondaires graves peuvent inclure l’anaphylaxie ou le lymphome. 

## Histoire
La médicament  a été approuvée pour un usage médical aux États-Unis en 2014 et en Europe en 2018,. Aux États-Unis, le coût mensuel de 11,3 mg s'élève à environ 166 000 dollars en 2021.Au Royaume-Uni, ce montant coûte au NHS environ 70 000 livres sterling.